# Essam El-Hadary
Essam Kamal Tawfiq El-Hadary (àrab: عصام الحضري, ʿIṣṣām al-Ḥaḍarī; Kafr El-Battikh, 15 de gener de 1973) és un exporter de futbol professional egipci, internacional amb la selecció egípcia.
Amb el sobrenom de "Presa alta" (High Dam, en anglès), va passar bona part de la seva carrera futbolística a l'Al-Ahly, equip amb el qual va guanyar nou títols de la lliga egípcia, quatre copes egípcies, quatre supercopes, quatre Lligues de Campions africanes, quatre Supercopes africanes, dues Lligues de Campions aràbiga i dues Supercopes aràbigues.
És un dels jugadors amb més partits amb la selecció egípcia, combinat amb el qual ha guanyat en quatre ocasions la Copa d'Àfrica, torneig del què ha estat nomenat millor porter en tres edicions. A la Copa del Món de Futbol de 2018, es va convertir en el jugador més gran en disputar aquesta competició, a l'edat de 45 anys i 161 dies.

## Palmarès
Al-Ahly
- Lliga egípcia (8): 1996–97, 1997–98, 1998–99, 1999–2000, 2004–05, 2005–06, 2006–07, 2007–08
- Copa egípcia (4): 2000–01, 2002–03, 2005–06, 2006–07
- Supercopa egípcia (4): 2003, 2005, 2006, 2007
- Lliga de Campions de la CAF (4): 2001, 2005, 2006, 2008
- Supercopa africana (3): 2002, 2006, 2007
- Lliga de Campions aràbiga (1): 1996
- Supercopa aràbiga (2): 1997, 1998

Sion
- Copa suïssa (1): 2008–09

Al-Merreikh
- Lliga sudanesa (1): 2011
- Copa sudanesa (1): 2012

Selecció nacional
- Jocs Panafricans (1): 1995
- Copa d'Àfrica (4): 1998, 2006, 2008, 2010
- Jocs Panaràbigs (1): 2007